# Fremont (Michigan)
Fremont is een plaats (city) in de Amerikaanse staat Michigan, en valt bestuurlijk gezien onder Newaygo County.

## Demografie
Bij de volkstelling in 2000 werd het aantal inwoners vastgesteld op 4224.
In 2006 is het aantal inwoners door het United States Census Bureau geschat op 4300, een stijging van 76 (1.8%).

## Geografie
Volgens het United States Census Bureau beslaat de plaats een oppervlakte van
11,9 km², waarvan 8,6 km² land en 3,3 km² water. Fremont ligt op ongeveer 231 m boven zeeniveau.

## Plaatsen in de nabije omgeving
De onderstaande figuur toont nabijgelegen plaatsen in een straal van 24 km rond Fremont.